# ICOP
I.CO.P. S.p.A. Società Benefit è un'impresa di ingegneria e opere specialistiche italiana fondata nel 1920, tra i principali operatori europei nel microtunnel e nelle fondazioni, con sede a Basiliano in provincia di Udine.
La società ha introdotto in Italia le tecnologie del microtunnel e del direct pipe, è attiva nelle opere speciali di ingegneria, nelle fondazioni speciali, nell'ingegneria del sottosuolo, nelle opere marittime e nelle infrastrutture.
Icop partecipa al Consorzio Eteria, polo delle costruzioni con Itinera del Gruppo Gavio e Vianini Lavori del Gruppo Caltagirone.
Dal 2024 è quotata alla Borsa di Milano.

## Storia

### 1920-1965: le origini
Alvise Petrucco (1890 - 1966), dopo essersi laureato ventenne in Ingegneria al Politecnico di Torino, si appassiona al mestiere di costruttore e nel 1913 realizza le prime opere. Nel gennaio del 1920 fonda, assieme ai fratelli Giovanni e Cesare Costantini, l’Impresa "F.lli Costantini e Ing. Petrucco", con sede a Cividale. Tra i primi appalti, vince all'indomani della fine della Grande guerra il cosiddetto "ponte dell'armistizio" sull'Arzino, a Flagogna di Forgaria, che era stato distrutto durante il conflitto 1915-1918.  In seguito, l'impresa contribuisce allo sviluppo urbanistico e turistico di Lignano e negli anni Trenta, quando la ditta contava fino a 500 tra tecnici, muratori e operai, realizza il ponte di Braulins sul Tagliamento e il cavalcavia di via Cividale a Udine.  In questi anni l'ingegner Petrucco è tra i soci fondatori della Società Cementi del Friuli voluta dall'inventore Arturo Malignani. Nel 1939 la ditta Costantini e Petrucco realizza a Roma alcune tra le prime costruzioni del quartiere Parioli e negli anni '40 l'impresa costruisce la galleria anti-area di Gretta a Trieste e inizia ad occuparsi della costruzione di centrali idroelettriche (Centrale idroelettrica di Farla di Maiano per le Officine Bertoli). Nel 1949 il sodalizio Costantini-Petrucco si scioglie con l’acquisizione delle quote dei fratelli Costantini. Negli anni '50 l’impresa Petrucco si impegna nel Polesine per lavori idraulici e inizia l’impegno nelle grandi infrastrutture stradali. Negli anni Cinquanta vince la gara per il ponte sul Naviglio Grande a Milano. Nel 1957 l'impresa realizza la Strada della Val Cellina, nel 1958 consolida degli argini del Po in Polesine, e tra il 1959-60 realizza più di venti ponti sull’adduttore Mavano al Trasimeno. Alla morte del padre Alvise, Paolo Petrucco viene designato per il proseguimento dell'attività d'impresa. Questi in un primo tempo coinvolgerà e poi a partire dagli anni '70 lascerà l'Impresa Petrucco al fratello (già presente nella precedente compagine), il quale dalla fine degli anni '90 venderà con il figlio quote e infine la totalità dell'azienda.

### 1965-1980: "Icop di Petrucco Ing. Paolo", la specializzazione e l'industrializzazione
Paolo Petrucco (1930 - 2022), figlio di Alvise, laureatosi in Ingegneria Industriale all’Università di Trieste, fonda autonomamente nel 1965 l’impresa “Icop di Petrucco Ing. Paolo”, con sede a Longarone. Negli anni ’60 la società matura e compie una trasformazione e industrializzazione dei processi. L’opera chiave che riassume questi aspetti è il ponte autostradale sul Tagliamento che, per le soluzioni adottate rappresenta l’opera guida per molte realizzazioni degli anni successivi. Nei cantieri di Belluno, per la realizzazione dei ponti sul fiume Piave, ha inizio l’attività di costruzione dei pali trivellati di grande diametro. In questo periodo l’impresa entra nel campo delle fondazioni; progetta e realizza la prima morsa per pali di grande diametro. In questo periodo partecipa alla costruzione di nuovi ponti e autostrade in Italia: nel 1965-67 a Campione del Garda per ANAS, nel 1967-73 due lotti autostradali per Autovie Venete. Particolarmente significativo è la collaborazione con il professor Giorgio Macchi, con cui la società realizza sul Meduna il primo grande ponte italiano a piastra continua in cemento armato precompresso.
Nel maggio 1977 viene fondata l'Impresa Cooperativa Pali, i cui soci sono gli operai e gli impiegati dell’impresa; il progetto però si rivela prematuro per i tempi e si conclude in pochi anni.

### 1980-2018: il microtunnel e l'internazionalizzazione
Negli anni ‘80 entra in azienda la terza generazione (gli ingegneri Vittorio e Piero Petrucco, figli di Paolo) e nel 1986 l’impresa si trasforma in I.CO.P. S.p.A (acronimo di Impresa Costruzioni Petrucco).
Nel 1991 I.CO.P. introduce in Italia le tecnologie del microtunnel e prosegue nello sviluppo di sistemi innovativi brevettati per la costruzione di sottopassi stradali e ferroviari. Nel 2001 la società esegue in Svizzera i primi lavori all'estero.
Nell’agosto 2003, dopo la violenta alluvione in Carnia, la società realizza un ponte in sette giorni, fermando ogni altra attività dell’impresa e lavorando giorno e notte, per collegare Pietratagliata rimasta isolata a causa del crollo del ponte sul Fella. La stessa struttura viene poi trasferita dall'impresa e donata dalla cooperazione italiana al Sud Sudan, per rispondere alla richiesta di Mons. Cesare Mazzolari di realizzare un ponte nella sua diocesi, a Yirol. Come ricorda il coordinatore della protezione civile Agostino Miozzo nella sua autobiografia: "Il fiume, un affluente del Nilo, durante la stagione delle piogge isolava completamente il territorio e i suoi abitanti; le due sponde del fiume in quel periodo erano collegate da una chiatta spinta a mano e ancorata a corde d'acciaio fissate tra una riva e l'altra del fiume. Bertolaso ebbe la geniale idea di trasferire in Sudan un ponte Bailey, messo a disposizione dalla ditta dell'Ingegner Petrucco, che si sarebbe occupata anche dell'installazione del ponte. Quella grande opera di genio civile ebbe inizio con il trasporto dell'intero ponte via nave da Genova a Mombasa e quindi dal porto keniota a Yirol con un lungo convoglio che attraversò il Kenya e l'Uganda per arrivare a destinazione dopo tre settimane. Per via aerea furono nel frattempo trasportati sino a Juba alcuni veicoli e le attrezzature più sofisticate. L'Ingegner Petrucco e i suoi tecnici furono bravissimi, in tempi record fissarono tre plinti nel letto del fiume dopodiché installarono il ponte. La cerimonia d'inaugurazione fu straordinaria e per tutti noi emozionante; alla presenza del nuovo presidente del Sud Sudan, Salva Kiir, si consumarono riti propiziatori in un misto di sacro e profano".
Nel 2009, dopo il sisma che distrusse il centro storico dell’Aquila, la Icop venne chiamato dalla Protezione civile per contribuire pro bono al coordinamento del progetto per costruzione degli edifici in cui fare alloggiare circa 15 mila persone rimaste senza casa. Furono realizzate 180 piastre antisismiche, con un serrato cronoprogramma che permise di consegnare gli alloggi ai 15 mila sfollati in 5 mesi. La modalità di gestione del progetto è stata innovativa rispetto agli schemi normalmente adottati. È stato infatti costituito un consorzio, denominato ForCASE, che opera senza fine di lucro (no-profit), partecipato dalla fondazione Eucentre (ente no-profit, centro di competenza del dipartimento delle protezione civile, creato da quattro enti pubblici, riconosciuto come public company in ambito Europeo) e da due imprese di costruzioni (la ICOP e la Damiani Costruzioni). Le due imprese hanno accettato di operare senza fini di lucro e di non partecipare ad alcuna altra attività di ricostruzione in Abruzzo. Soprattutto, hanno accettato di operare esclusivamente come ufficio tecnico, consentendo quindi al consorzio di agire per conto del DPC come un general contractor, con le competenze per gestire acquisti diretti di materiali ed opere, di coordinare attività di cantiere, di predisporre e verificare la contabilità dei lavori.
Nel 2009 la società ha costruito il primo microtunnel in Germania, un doppio attraversamento del fiume Reno, per collegare due raffinerie a Wesseling, Colonia. Nello stesso anno il gruppo ha acquisito la totalità delle quote della storica Impresa Taverna (già entrata a far parte del gruppo ICOP dal 2002), fondata nel 1890 e sviluppata da Archimede Taverna e Domenico Taverna. L’ingegner Paolo Petrucco ha ricoperto il ruolo di Presidente onorario della società fino alla sua scomparsa.
Nel biennio 2013-2014 la società inizia le attività in Francia e Danimarca.

### 2018-presente: I.CO.P. S.p.A. Società Benefit e la quotazione
Nel 2019 viene conferita dal rettore Alberto Felice De Toni la Laurea Magistrale Honoris Causa in Ingegneria per l'Ambiente e il Territorio dell'Università di Udine a Pierino Burba, anima storica e tecnica dell'impresa: "“faber vitruviano” nato a Lungis, in Carnia nel 1937, autentico e riconosciuto maestro nel campo delle costruzioni. Assieme all’ing. Paolo Petrucco è titolare di oltre 16 brevetti e altre 4 domande sono state recentemente depositate. Un professionista innamorato del suo mestiere, già direttore tecnico e consigliere di amministrazione, responsabile tecnico dell’ufficio progettazione e attualmente responsabile della Ricerca e Sviluppo della I.CO.P Spa di Basiliano, azienda che, anche grazie al suo impegno, rappresenta oggi un punto di riferimento nel mondo nel campo delle realizzazioni ad alta tecnologia di infrastrutture ed opere di fondazione".
Nello stesso anno entra in azienda la quarta generazione. Nel 2020 è diventata la prima impresa nelle infrastrutture a diventare società benefit. Nello stesso anno, dopo essere risultata finalista nell'edizione precedente, riceve il primo premio ai Best Performance Award dalla SDA Bocconi.
La società ha firmato l'accordo di programma e acquisito da Arvedi la Ferriera di Servola per la riconvertirla ad uso logistico, nell'ambito dei progetti per lo sviluppo del porto di Trieste, come riporta il Sole 24 Ore: "l'accordo mira a rilanciare il comprensorio industriale dove sorgeva l'altoforno, spento nei mesi scorsi, dopo 123 anni di attività. Nell'area nascerà un polo logistico sostenibile a servizio del porto e dell'economia del territorio. In base all'accordo, gli anni previsti per la riconversione sono 5, suddivise in 3 fasi, e un valore di 98 milioni. Sull'ex area a caldo si svilupperà il raccordo ferroviario della stazione di Servola, che potrà accogliere treni completi da 750 metri, e uno snodo autostradale diretto sulla Grande viabilità. Vale a dire che saranno poste le basi per il successivo avvio dei lavori del Molo VIII, previsto dal Piano regolatore portuale approvato nel 2016. Si tratta di un ulteriore investimento di oltre 400 milioni di euro, che rappresenterà uno degli sbocchi di lavoro più importanti per il territorio del Friuli-Venezia Giulia".

## Opere principali

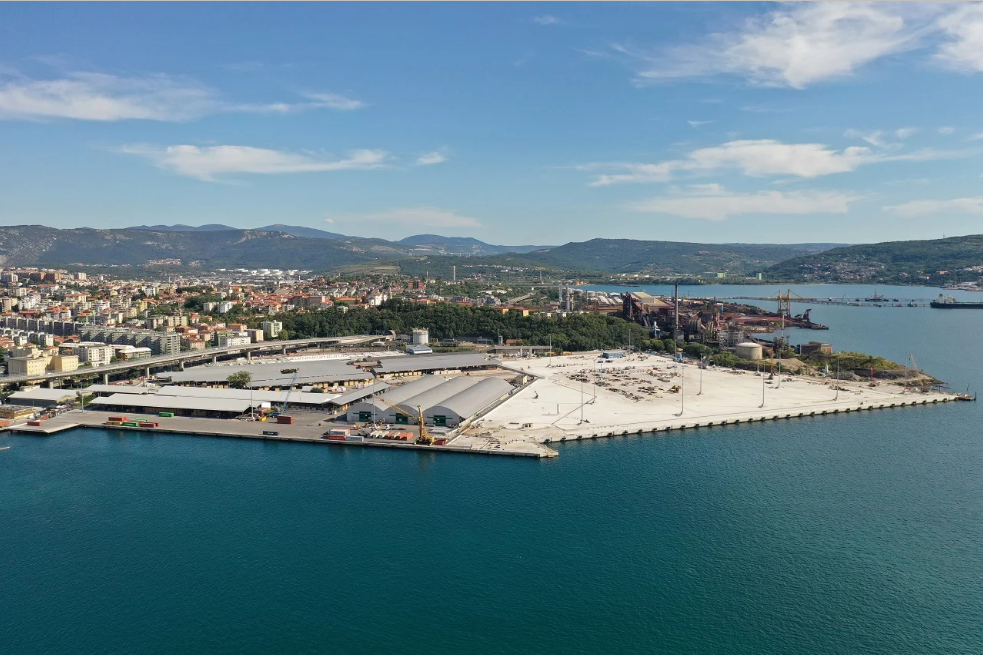
La piattaforma logistica nel Porto di Trieste. A fianco, la Ferriera di Servola.

Nel 2010 ICOP ha realizzato l'autostrada A34.
Nel 2013 la società ha iniziato i lavori per il progetto Cityringen Metro. Il nuovo anello sotterraneo ha una lunghezza totale di 17,4 km e collega tutte le aree centrali di Copenhagen.
Nel 2014 la società è diventata partner di Eiffage per l'esecuzione di alcuni lotti (Linea 15 e Linea 16) del Grand Paris Express, uno dei progetti più ambiziosi legati alla trasformazione urbana.
Nel 2015 ha realizzato a Monte Carlo la Darse Nord e le opere delle fondazioni speciali del nuovo Museo dell’automobile, struttura multipiano interrata in cui i primi due piani sono destinati ad accogliere la collezione di autovetture d’epoca del Principe di Monaco.
Nel 2016 la progettazione e l'esecuzione di lavori di consolidamento e miglioramento della qualità del suolo con iniezioni di cemento nella centrale nucleare di Gravelines nell'ambito del progetto "Post Fukushima".
Nel 2019 la costruzione della stazione ferroviaria di Haga sotto di un canale navigabile e sotto al centro storico di Göteborg in Svezia. Nel 2020 i lavori di consolidamento per la costruzione della linea ferroviaria Vestfold in Norvegia.
Tra le opere anche la partecipazione alla costruzione del nuovo Stadio Friuli e le fondazioni del Grattacielo Intesa Sanpaolo e del nuovo Viadotto Genova San Giorgio.
Ha realizzato l'approdo italiano del gasdotto TAP.
Ha costruito in project financing la Piattaforma Logistica nel porto di Trieste di cui ha ceduto il controllo alla società di gestione del porto della Città di Amburgo.
Ha costruito la base di lancio Ariane 6 per l'Agenzia spaziale europea in Guyana francese.
Nel 2022 ha vinto l'appalto per la realizzazione delle fondazioni della Linea 18 del Grand Paris Express.

## Sostenibilità
L’impresa è riconosciuta tra le società più all'avanguardia e storicamente più attive sui temi della sostenibilità, responsabilità sociale d'impresa e ESG. Ha adottato innovative forme organizzative, come un organo per il coinvolgimento intergenerazionale nella governance e un tetto equo nelle differenze salariali.
Nel 2022 ha costituito come ente del terzo settore la Fondazione Paolo Petrucco per intraprendere e sostenere progetti in ambito sociale e culturale.

### Ambiti di intervento
La società svolge la propria attività come società benefit in diversi ambiti:
- Cooperazione internazionale: Progetto Sud Sudan (creazione e mantenimento di una scuola e di un incubatore d’impresa in Sud Sudan, costituzione e gestione di un business sociale per l'autosufficienza del centro di formazione, creazione azienda agricola sostenibile, e progetti per l’occupazione femminile)[43][44], collaborazioni con le comunità locali dove svolge l'ordinaria attività di impresa (supporto scuola in Messico, supporto attività sportiva e di aggregazione in Colombia).[45]
- Welfare aziendale: polizza integrativa gratuita, elasticità per la maternità, centro estivo gratuito, servizio mensa aziendale, gruppi di acquisto solidale, conciliazione famiglia-lavoro e partecipazione dei dipendenti al risultato.
- Rete con il territorio e le comunità locali: volontariato d’impresa, collaborazioni con università ed enti di formazione (erogazione di corsi, sviluppo di progetti, supporto tesi e tirocini, finanziamento corsi di laurea, corsi di formazione e sostegno a riviste), contratti di rete con Onlus per mettere a disposizione le proprie competenze (gestione attività amministrative e gestionali, distacco temporaneo dipendenti, messa a disposizione competenze manageriali), Housing sociale (progettazione, costruzione e offerta di alloggi e servizi per la creazione di una comunità sostenibile), finanziamento e realizzazione di centri di aggregazione, eventi e festival culturali, sponsorizzazione di associazioni culturali e onlus sociali. La società finanzia la rivista Multiverso con l'Università di Udine ed è sponsor del Festival France Odeon di Firenze.
- Cooperazione con i servizi sociali: progetto riabilitativo per l’avviamento al lavoro con il Dipartimento di Salute Mentale, interventi di supporto all’integrazione sociale e lavorativa, interventi per l’integrazione, l’avviamento al lavoro e l’inserimento di persone diversamente abili.
- Sostenibilità ambientale: adozione di tecnologie innovative e sostenibili (tecnologie trenchless, progetto Industria 4.0, BIM e Dedalo), riduzione emissioni (autosufficienza dello stabilimento produttivo con impianti fotovoltaici, utilizzo di oli naturali biodegradabili per le attrezzature), investimenti in attrezzature a ridotta emissione (stage V).[46]

Nel 2022 per far fronte alle difficoltà imposte dal carovita ha implementato nuove iniziative nel campo del welfare attraverso una piattaforma di servizi alla persona.

### Certificazioni
La società nel 2009 è stata la prima ad ottenere tutte e quattro le certificazioni per:
- Qualità (ISO 9001),
- Sicurezza (18001, ora ISO 45001),
- Ambiente (ISO 14001),
- Responsabilità Sociale (SA 8000).

A queste si sono poi aggiunte le certificazioni per:
- Anticorruzione (ISO 37001),
- Sicurezza Stradale (ISO 39001),
- Acquisti Sostenibili (ISO 20400),
- Efficienza Energetica (ISO 50001),
- Diversità e inclusione (ISO 30415).
- Parità di genere (UNI/PdR 125).

Nel 2021 ha ottenuto la certificazione Great Place to Work. L'impresa è stata la prima società per azioni ad essere finanziata da Banca Etica.
Il rating ESG della società è AA+.

### Riconoscimenti
Tra i riconoscimenti ottenuti, nel 2011 il bando per i progetti di conciliazione tra famiglia e lavoro del Dipartimento per le politiche della famiglia della Presidenza del Consiglio dei Ministri, il “Sodalitas Social Award”, autorevole riconoscimento attribuito per la sostenibilità d’impresa, nel 2017 per i progetti di cooperazione internazionale avviati dal 2006 in Sud Sudan, il primo bando dell’Agenzia Italiana per la Cooperazione allo Sviluppo (AICS) per gli interventi di enti profit in ambito no-profit nel 2018. Nel 2017 ICOP ha aderito inoltre al Global Compact delle Nazioni Unite divenendone poi Fondatore ed è oggi socio della fondazione Sodalitas.
Nel 2021 viene conferito il primo posto al "Premio Nazionale Imprese Ambasciatrici dell'Economia Civile" al Festival Nazionale dell'Economia Civile.
Per le politiche aziendali e per la sostenibilità, nel 2021 la società è stata inserita nella classifica “Italy’s Best Employers for Women 2022” e “Top Job - Italy´s Best Employers 2021/2022” de La Repubblica.
La società è stata inserita tra le "Green Stars 2022" da La Repubblica e tra i "Leader della sostenibilità 2022" dal Sole 24 Ore e Statista.
Nel 2022 l'esperienza della società è stata inserita nel "Best Practices Book” del Gruppo Tecnico Responsabilità Sociale d'Impresa di Confindustria.
Nell'ottobre del 2022 ICOP è stata inserita nella classifica "Best Workplaces for Blue Collar 2022" come una tra le otto imprese italiane con il maggior livello di soddisfazione dei propri operai, unica società nel suo settore. L'analisi considera in particolare percezione del clima lavorativo, sicurezza fisica sul luogo di lavoro, benessere psicologico, impegno per il miglioramento dell’ambiente di lavoro, fiducia nella direzione, strumenti di lavoro e risorse fornite dalle imprese.

## Innovazione
La “Piattaforma logistica di Trieste” è stata il progetto più grande realizzato interamente con l'utilizzo del BIM. Il progetto ha vinto il Tekla BIM Award Italia 2019 ed è stata proclamata miglior opera in calcestruzzo armato precompresso del 2020 da parte dell'Aicap.
La società detiene diversi brevetti e pubblicazioni e ha partecipato anche come coordinatore a progetti di ricerca europei.

### Progetti
Tra i principali il progetto MicroDrainage, co-finanziato dalla Commissione Europea. Lo scopo del progetto era il superamento attraverso un'innovativa combinazione della tecnologia microtunnel con speciali elementi drenanti delle limitazioni proprie delle soluzioni esistenti per realizzare risanamenti ambientali. Tramite questo sistema brevettato, dal microtunnel centrale vengono effettuate perforazioni radiali (dreni) di piccolo diametro per la captazione delle acque, mediante un apparato robotizzato a guida remota. Una carica aste automatizzato è in grado di effettuare la perforazione e l’infissione dei tubi dreno. Il Progetto Coast-Best, co-finanziato dalla Commissione Europea all’interno del programma LIFE+. L’obiettivo principale del progetto è stato quello di preservare la qualità delle coste attraverso un sistema integrato di dragaggio e gestione dei sedimenti in aree portuali. Il Progetto EINSTEIN, co-finanziato dalla Commissione Europea all’interno del programma FP7. Lo scopo principale del progetto è stato quello di ridurre il consumo di energia primaria negli edifici attraverso l’uso di energia termica solare in combinazione con pompe di calore e sistemi di stoccaggio stagionale di energia termica (STES) per coprire il fabbisogno di riscaldamento degli ambienti e di acqua calda sanitaria.  Il Progetto INREQ, co-finanziato dalla Commissione Europea all’interno del programma FP7 con lo scopo di sviluppare prototipi e attrezzature speciali per garantire il comfort dei lavoratori in miniera, nonché assicurare lo svolgimento in condizioni di sicurezza delle operazioni di soccorso in caso di incidente. Questo obiettivo è raggiunto con la creazione di nuovi strumenti e di un sistema adoperato per il monitoraggio delle condizioni biometriche e lavorative, grazie al trasferimento di dati al centro di soccorso, attraverso un sistema di comunicazione dedicato.

### Brevetti
Tra i brevetti principali:
| ID               | Titolo | Inventore                                                                                        | Filing/creation date | Publication date |
| ---------------- | --- | ------------------------------------------------------------------------------------------------ | -------------------- | ---------------- |
| IT-UD980130-A1   | Dispositivo di aggancio e posizionamento per aste di perforazione e relativi tubi di rivestimento                   | Paolo Petrucco, Livio Gallo                                                                      | 1998-07-21           | 2000-01-21       |
| IT-UD940011-A1   | Sistema di realizzazione di un'opera interrata con compensazione della decompressione del terreno dovuta allo scavo | Claudio Mascardi                                                                                 | 1994-01-27           | 1995-07-27       |
| IT-UD960038-A1   | Procedimento per l'esecuzione di gallerie di grande luce e relative gallerie                                        | Claudio Mascardi, Paolo Petrucco                                                                 | 1996-03-22           | 1997-09-22       |
| IT-GE20070129-A1 | Argano a fune passante robotizzato.                                                                                 | Rezia Molfino, Francesco Orzelli, Matteo Zoppi                                                   | 2007-12-28           | 2009-06-29       |
| IT-1266687-B1    | Sistema di realizzazione di un'opera interrata con compensazione della decompressione del terreno dovuta allo scavo | Claudio Mascardi                                                                                 | 1994-01-27           | 1997-01-14       |
| IT-1288909-B1    | Sistema per il consolidamento e rinforzo di terreni argillosi o limo-argillosi                                      | Claudio Mascardi                                                                                 | 1996-05-29           | 1998-09-25       |
| IT-1267271-B1    | Sistema di fognature a vasi comunicanti                                                                             | Vittorio Petrucco, Nicola Novelli                                                                | 1994-07-13           | 1997-01-28       |
| IT-UD20010030-A1 | Metodo ed apparato per la realizzazione di sottopassi per l'attraversamento di strade ed autostrade                 | Paolo Petrucco, Pietro D'Orlando                                                                 | 2001-02-16           | 2002-08-16       |
| IT-UD20050077-A1 | Procedimento e dispositivo per la costruzione di una galleria tramite infilaggi a grande diametro                   | Pierino Burba, Vittorio Petrucco                                                                 | 2005-05-16           | 2006-11-17       |
| IT-UD20020002-A1 | Metodo per la realizzazione di fondazioni per pile di ponti o simili strutture                                      | Paolo Petrucco                                                                                   | 2002-01-10           | 2003-07-10       |
| IT-UD20010032-A1 | Metodo ed apparato per la realizzazione di sottopassi per l'attraversamento di linee ferroviarie                    | Paolo Petrucco, Pietro D'Orlando                                                                 | 2001-02-16           | 2002-08-16       |
| IT-UD20010031-A1 | Metodo ed apparato per la realizzazione di sottopassi per l'attraversamento di linee ferroviarie a due o più binari | Paolo Petrucco, Pietro D'Orlando                                                                 | 2001-02-16           | 2002-08-16       |
| EP-1781888-A1    | Mobiler korb für konsolidierungsarbeiten an wänden                                                                  | Roberto Zannini, Rezia Molfino, Enzo Rizzi, Giorgio Pezzuto, Manuel Armada, Pasqualino Comacchio | 2004-08-06           | 2007-05-09       |
| EP-3006626-A1    | Stop-end pipe for the construction of concrete diaphragm walls                                                      | Paolo Petrucco, Pierino Burba                                                                    | 2015-10-06           | 2016-04-13       |
| EP-3751095-A1    | Procédé d'installation de segments de tunnel à l'intérieur d'un tunnel existant                                     | Roberto Piacentino, Nicola De Biaggio                                                            | 2020-07-31           | 2020-12-16       |

## Dati economici e finanziari
- Nel 2024 ICOP ha registrato un valore della produzione pari a 187,2 milioni (+66,9% rispetto al 2023). L'Ebitda ha raggiunto i 40,7 milioni (+176,9%), mentre l'Ebitda Margin è balzato al 21,75% rispetto al 13,1% dell'esercizio precedente. L'azienda ha dichiarato un Portafoglio Ordini a fine 2024 pari a 960 milioni di euro. Il Risultato Operativo ha raggiunto i 27,2 milioni (+789,3%) con un Utile Netto 18 milioni (+267,3%). La Posizione Finanziaria Netta è pari a 12,2 milioni, in netto miglioramento per 33,1 milioni rispetto all’indebitamento di 20,9 milioni al 31 dicembre 2023. Il Patrimonio Netto è di 90,4 milioni (+103,8%).[72]
- Nel 2023 il fatturato del Gruppo ICOP è stato di 112,199 milioni di euro e il risultato netto è stato di 5,051 milioni di euro. Il patrimonio netto ha raggiunto 44,3 milioni e la posizione finanziaria netta è di  20,9 milioni.[73]
- Il valore della produzione del gruppo nel 2022 è stato di 92,1 milioni di euro, l'EBITDA DI 17,454 milioni di euro (19% dei ricavi totali) e il risultato netto è stato di 4,280 milioni di euro. Il patrimonio netto del gruppo ha superato i 40 milioni di euro.[74]
- A fine 2021 si registra un utile di 3,173 milioni di euro, il patrimonio netto del gruppo si attesta a 37,491 milioni di euro e la Posizione Finanziaria Netta si è ridotta a 33 milioni di euro, con indici di sostenibilità PFN/PN=0,9x (1,2x a fine 2020) e PFN/EBITDA=2,7x (2,2x a fine 2020).[75] Il capitale sociale ammonta a 25 milioni di euro.
- Il valore della produzione nel 2020 è stato di 111,424 milioni di euro, l'EBITDA di 18,190 milioni di euro (il 16,3% dei ricavi totali) e il risultato è stato di 6,322 milioni di euro. Nello stesso anno l'indebitamento finanziario ha raggiunto i 39,923 milioni di euro e il patrimonio netto i 34,050 milioni di euro.[76][77]
- Nel 2019 il fatturato del Gruppo ICOP è stato di 152,104 milioni di euro e il risultato netto è stato di 3,218 milioni di euro.

La società ha completato il programma ELITE di Borsa Italiana ed emesso tre titoli obbligazionari sul segmento ExtraMOT Pro.
Cerved ha assegnato alla società il rating A3.1 (equivalente a A- di S&P e di  Fitch e A3 di Moody's).
Il rating ESG della società è AA+.
Nel 2018 Paolo Copetti è stato premiato tra i finalisti per il CFO Award di ANDAF, Accuracy e Borsa Italiana. Nel 2020, dopo essere risultata finalista nelle edizioni precedenti, riceve il primo premio ai Best Performance Award dalla SDA Bocconi.